# Honda VFR
Moto routière sportive, la VFR[Laquelle ?] de la gamme Honda s'est vu attribuer le titre de « reine des motos » par certaines critiques journalistiques[Lesquelles ?]. Sa fiabilité, sa qualité de finition et sa neutralité de caractère en font une moto renommée. Elle utilise des moteurs à quatre cylindres en V d'une cylindrée variant de 400 à 1 200 cm3. Ces moteurs sont dérivés de ceux des Honda VF750C dès 1982 eux-mêmes dérivés des NR500 de compétition (1979 à 1981). L'architecture en V constitue un bon compromis entre la performance d'un 4-cylindres en ligne et le caractère, les vibrations, la compacité d'un bicylindre.

## Modèle VFR 400 (1986 - 1993)

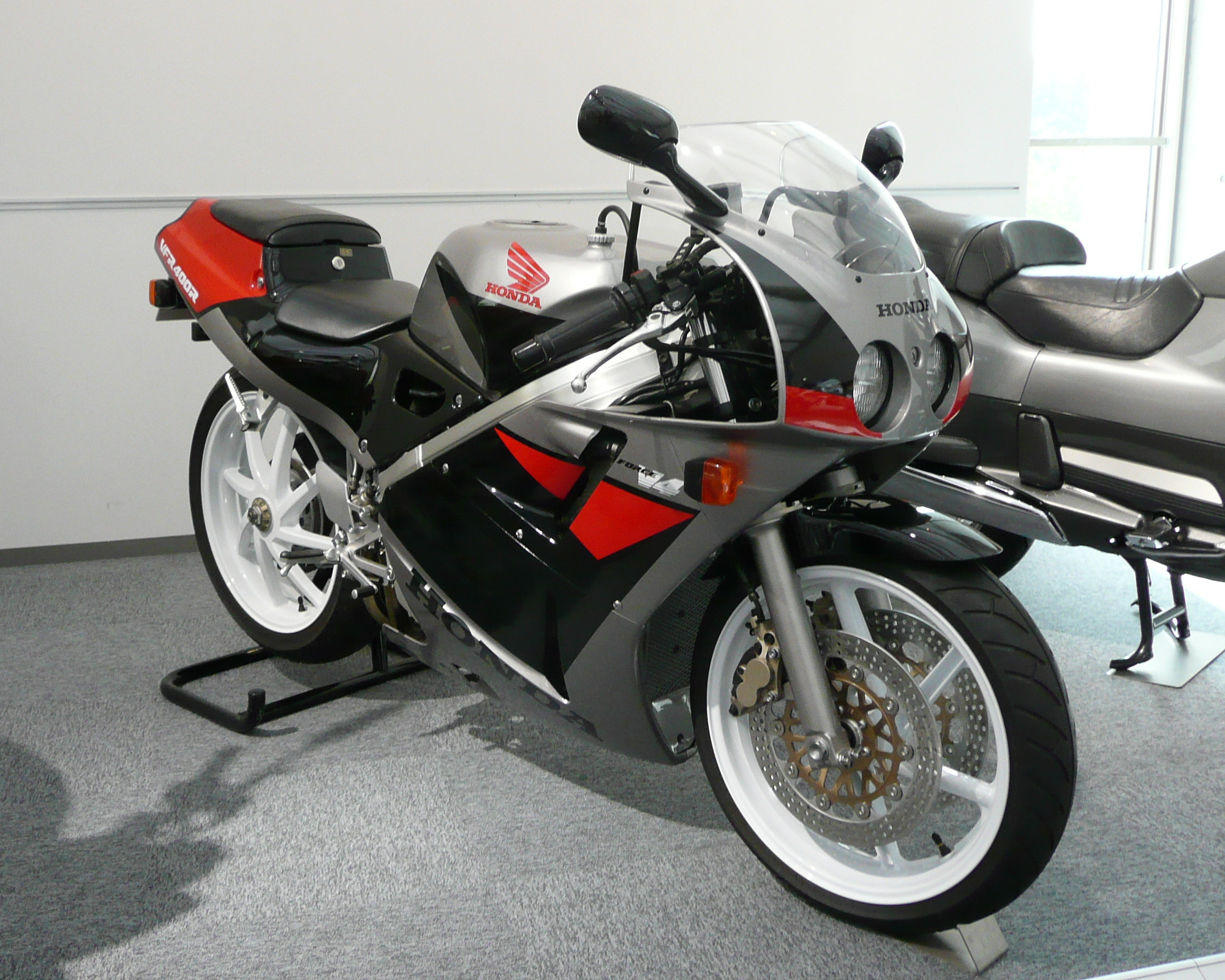
VFR NC30

Au Japon, il existe deux types de permis. Un limité à 400 cm3 et un pour les grosses cylindrées. Tous les constructeurs japonais proposent donc régulièrement des machines de 400 cm3 dont la diffusion est parfois réduite au marché local. Entre 1984 et le milieu des années 1990, une forte concurrence s'installe sur ce segment : Kawasaki ZXR, GSX-R 400, Yamaha FZR 400 et Honda VFR 400 :
- VFR 400 R (NC21). Apparue en 1986 ;
- VFR 400 R (NC24). Apparue en 1987 : extrapolation de la NC21. Elle adopte le monobras issu de la collaboration avec ELF ;
- VFR 400 R (NC30). Produite de 1989 à 1993, elle reprend de nombreux éléments de la RC30 : design, cadre poutre Diamond Frame, monobras, double optique de phare et distribution par cascade de pignons. Elle échange par contre les bielles en titane de la RC30 par des éléments en acier et sa fourche n'a pas de fixations rapides. Donnée pour 182 kg à sec, la machine ne dépasse pas les 205 kg avec les pleins. Le moteur délivre 59 ch à 12 500 tr/min, 4 mkg de couple à 10 000 tr/min et permet d'atteindre les 205 km/h. La NC30 n'a pas de palmarès à son actif ;
- VFR 400 Z (NC21Z). Apparue en 1986 : version sans carénage de la NC21.

## Modèle VFR 700 (1984 - 1985)
- VFR 700 F (RC26) : modèle à bas coût pour le marché américain, identique à la VFR 750F de 1984-1985, avec quelques modification esthétiques (pas d'inscription « 750 » sur le carénage), juste « Interceptor » ; pour le moteur, une course raccourcie, des arbres à cames et un allumage spécifiques, cinq vitesses. Le premier numéro de série est « JH2RC230*EM000001 ».

## Modèles VFR 750 (1986 - 1997)
Les modèles VFR 750 sont dotés d'un moteur 4-cylindres en V dont les arbres à cames sont entraînés par une cascade de pignons. La boîte de vitesses comporte six rapports.
- VFR 750 R (RC30)
- VFR 750 F (RC24) : de 1986 à 1987
- VFR 750 F (RC24 II) : de 1988 à 1989
- VFR 750 P (RC35), version réservée à la police, bridée à 75 ch, boîte de vitesses à cinq rapports.
- VFR 750 F (RC36) : de 1990 à 1994
- VFR 750 F (RC36 II) : de 1994 à 1997
- VFR 750 K (RC37), 74 ch, sans radiateur d'huile

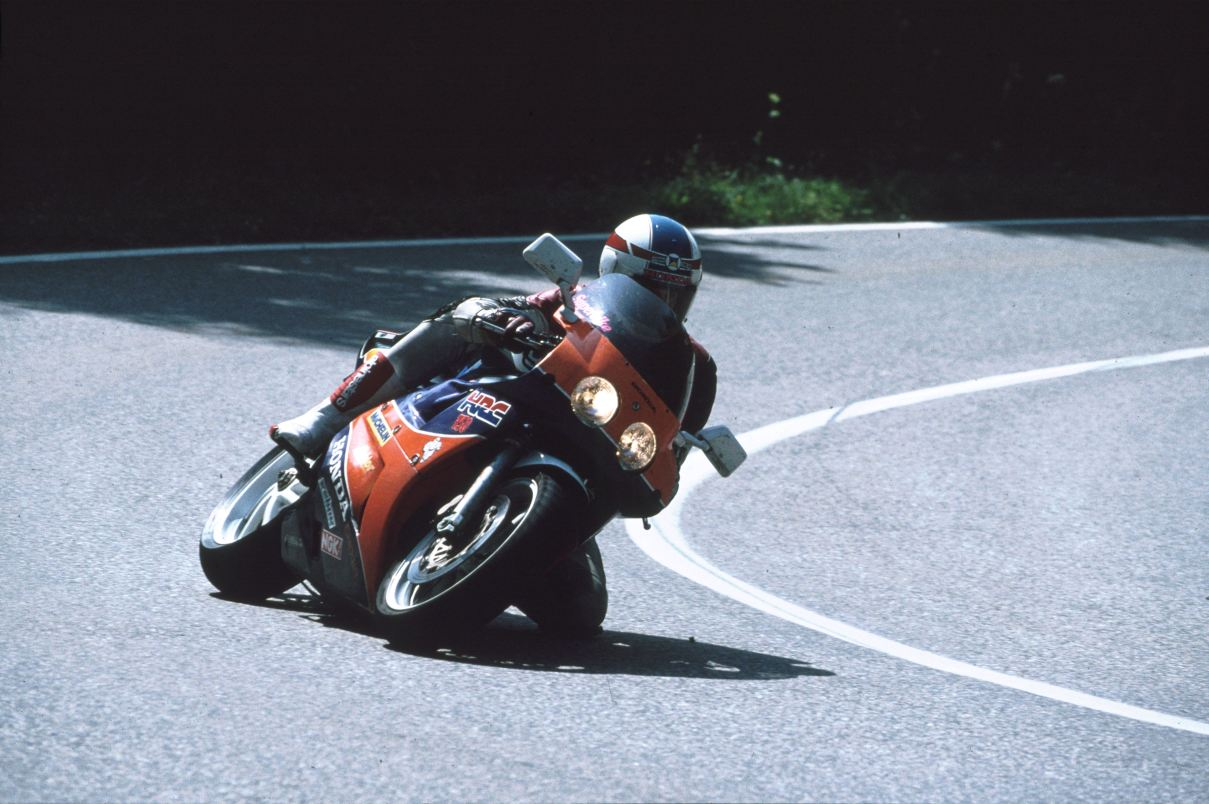
VFR 750 R RC30
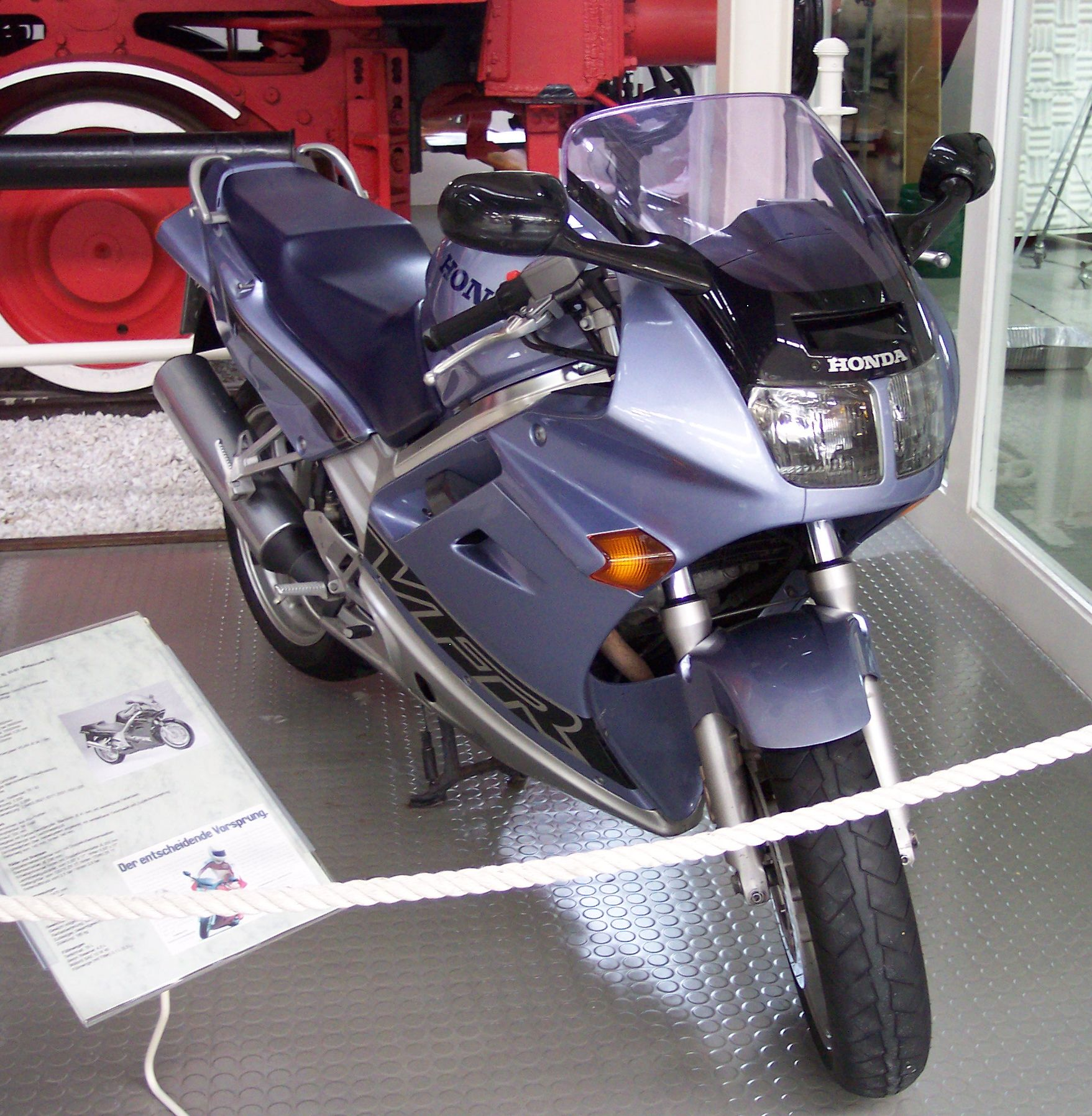
VFR 750 F RC36

## Modèle VFR 800
La VFR800 est une évolution de la VFR750, la cylindrée passe de 748 cm3 à 782 cm3 avec une alimentation par injection directe séquentielle. 

### Modèle VFR 800 Fi RC46 (1998 - 2001)

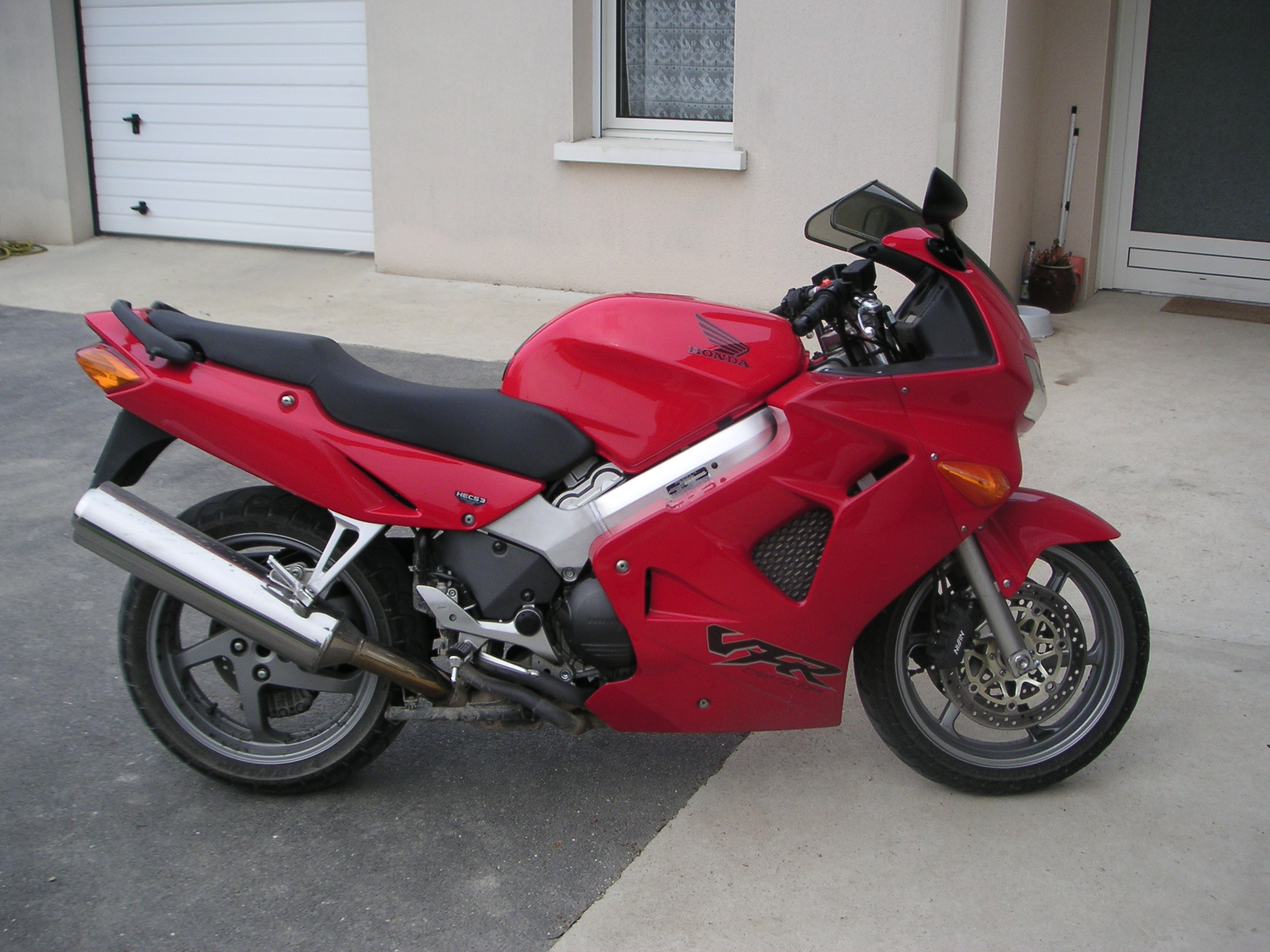
VFR 800 RC46D 2001

La cylindrée est augmentée, le modèle est renommé « 800 ».
La distribution, par cascade de pignons comme sur les 750, nécessite moins d'entretien qu'une distribution par chaine (à changer tous les 250 000 km).
Le freinage se voit adjoint le répartiteur avant/arrière Dual CBS (1998) où le freinage est réparti sur les deux roues tout en laissant la puissance de freinage s'exercer principalement sur la roue désirée par le pilote.
Le type est décliné en RC46A : 1998-1999 et RC46D: 2000-2001. Le millésime étant noté sous la forme d'une lettre (FIW pour 1998) jusqu'en 2000 (FIY), puis un chiffre - FI1 pour 2001.
Hors France, Il existe de rares exemplaires de RC46B (RC46A + Pot Catalytique mais sans Antidémarrage HISS) et RC46C (Idem mais avec des spécificités spécifiques pour la Suisse).

#### Modèle RC46A Millésime 1998
Couleurs : noir (NH359), gris argent (NH295), rouge (R157).
Premier numéro de série :JH2RC46A-WM000001

#### Modèle RC46A Millésime 1999
Apparition d'une livrée spécifique bicolore (R157E : garde-boue avant, carénage avant gris ; réservoir, boucle arrière rouge) pour le 50e anniversaire de Honda, d'une version Jaune (Y124) et changement de couleur pour le modèle noir (NH418).
Premier numéro de série :JH2RC46A-XM100001

#### Modèle RC46D Millésime 2000
Refonte complète de l'électronique d'injection (amélioration de la consommation de 11 % à 22 % selon les magazines de l'époque) malgré l'apparition du pot catalytique, starter automatique, nouveaux bras de rétroviseurs (et suppression des gaines en caoutchouc), antidémarrage codé HISS (Honda Ignition Security System), modification de la police de caractère des compteurs.
Couleurs : bleue (PB215C), vert sombre (G161P), rouge (R157).
Premier numéro de série :JH2RC46D-YM200001

#### Modèle RC46D Millésime 2001
En 2001, modifications mineures dont le régulateur de tension qui posait des problèmes récurrents sur les modèles précédents. Jantes grises.Couleurs: Rouge (R157), Bleu (PB215C), Gris (NH146M).
Premier numéro de série :JH2RC46D-1M300001

### Modèle VFR 800 V-Tec RC46 (2002 - 2006)
La série V-Tec se voit attribuer le système de même nom chargé de gérer le passage du moteur de deux à quatre soupapes par cylindre, pour un gain de couple à bas régime et une diminution de la consommation d'essence, ainsi que le couplage du Dual CBS avec l'ABS (en option). Son nouveau catalyseur 3 voies HECS3 le rend compatible avec la norme Euro 2.
Son moteur n'a plus de distribution par cascade de pignons. C'était une particularité des anciens modèles qui est dans les esprits synonyme de robustesse, car à changer tous les 250 000 km. Le nouvel entraînement par chaîne est toutefois lui aussi très performant, mais à fréquence de changement plus élevé, et deux chaines à changer sur ce moteur en V, donc plus coûteux en maintenance.

### Modèle VFR 800 RC46 II (2006 - 2013)

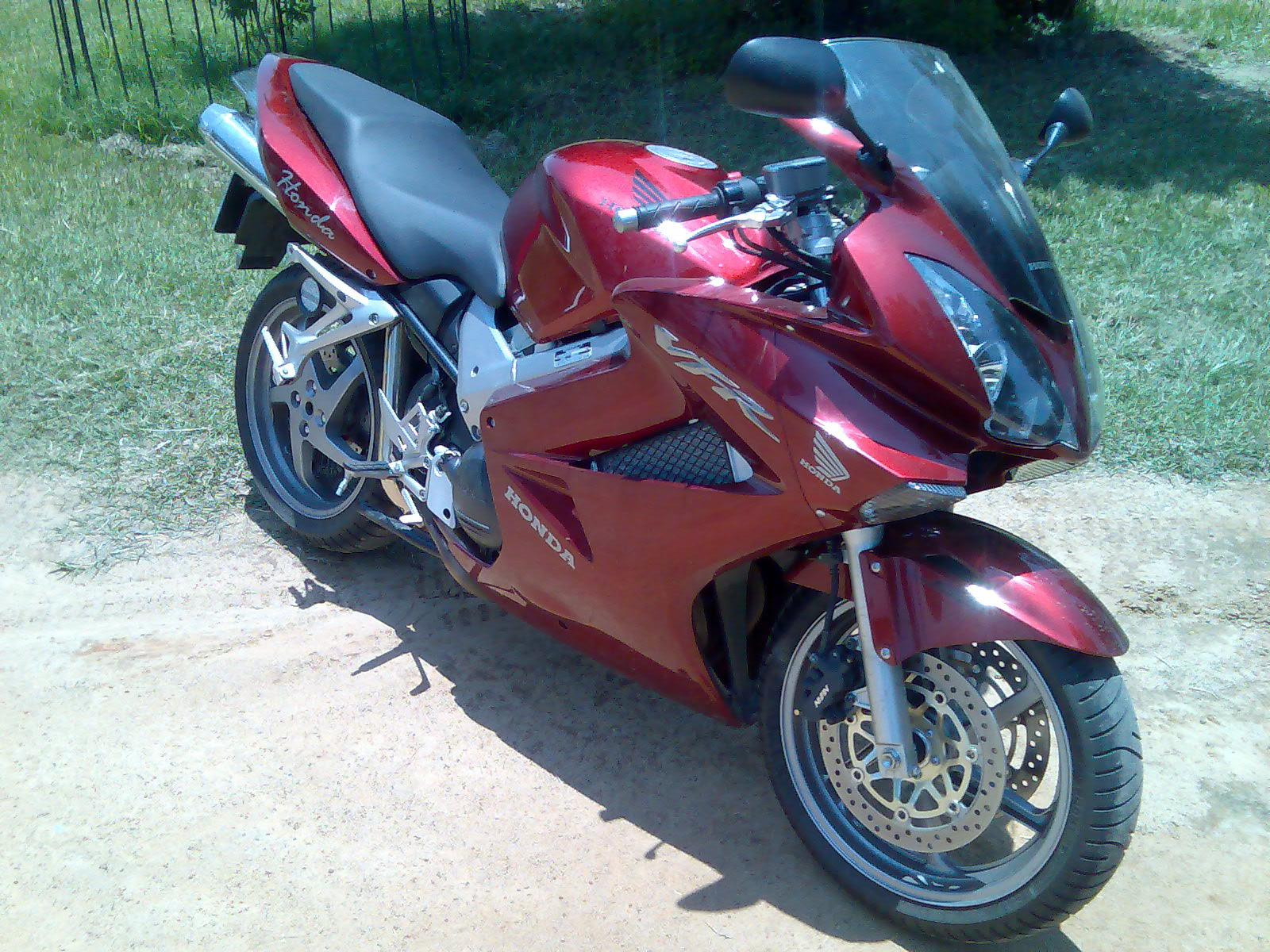
VFR V-Tec RC46 II

En 2006, modification notable du V-Tec, pour gommer l'à-coup qui se produit au déclenchement du V-Tec. Le passage de deux à quatre soupapes par cylindre se produit maintenant à 6 600 tr/min, et à 6 100 tr/min lorsque le système revient à deux soupapes.
À partir de 2007, l'ABS est monté de série.

### Modèle VFR 800 F RC79/RC93 (RC79: 2014 - 2016, RC93: 2017 - 2020)
Le mois d'avril 2014 voit une importante évolution du modèle avec la présentation de la Honda VFR800F.
Côté esthétique, la moto se rapproche de l'esprit de la 800 Fi avec une tête de fourche plus arrondie, une optique de phare d'un tenant, un pot en position basse.
Les clignotants avant intégrés aux rétroviseurs, repris de la version 1200, affinent le carénage. Les jantes dix rayons sont en rupture avec le modèle précédent.
L'équipement s'enrichit avec l'introduction en série d'un système d'antipatinage TCS et de poignées chauffantes. Le système de freinage combiné Dual CBS, présent sur les générations précédentes, est abandonné.
Le moteur propose une gestion modifiée du V-Tec afin de rendre l'arrivée de la puissance plus progressive. Un shifter est proposé en option.
Le couple baisse de 80 N m (8 mkg) à 75,1 N m (7,7 mkg) mais au profit d'une consommation, annoncée en baisse par Honda, de 5,6 L/100 km. Le poids tous pleins faits perd également 10 kg pour atteindre 242 kg (la version Deluxe étant la seule disponible en France avec l'ABS de série, la Standard sans ABS fait 239 kg).
RC93 : la version 2017 passe à l'Euro 4 et prend un kilogramme dans l'opération (243 kg tous pleins faits), elle n'est plus bridée, gagnant 1,5 ch et 2 N m de couple, passe donc à 107,5 ch et 77 N m (7,9 mkg) de couple. Elle se voit dotée d'un nouveau pot d'échappement, de valves en L sur les roues. Le cadre devient noir et la fourche grise. La consommation est encore abaissée et tombe à 5,2 L/100 km. Elle se voit également équipée d'une prise allume-cigare. La boîte à air voit sa valve supprimée, apportant plus d'air à bas régimes.

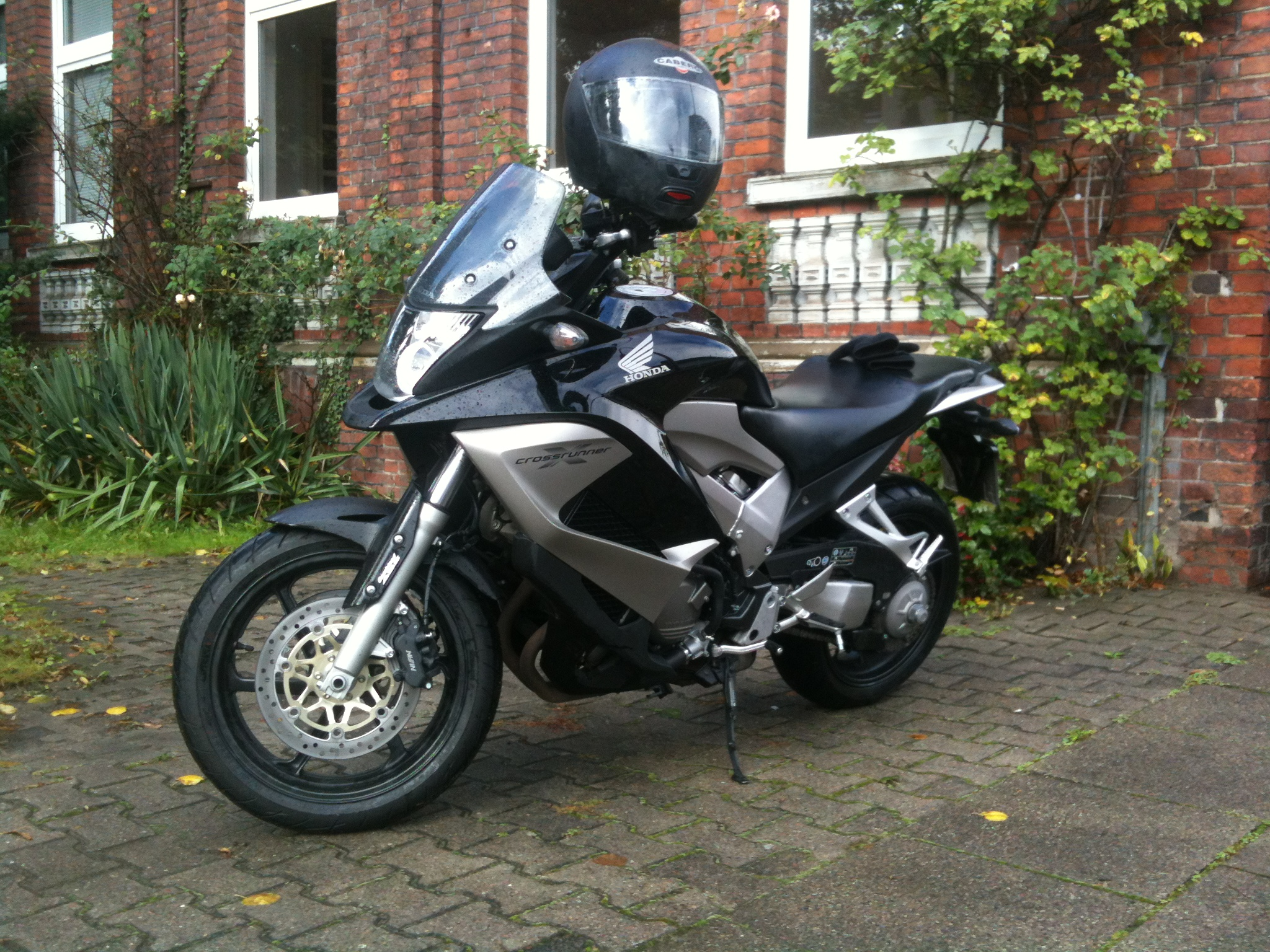
VFR 800 X Crossrunner RC60

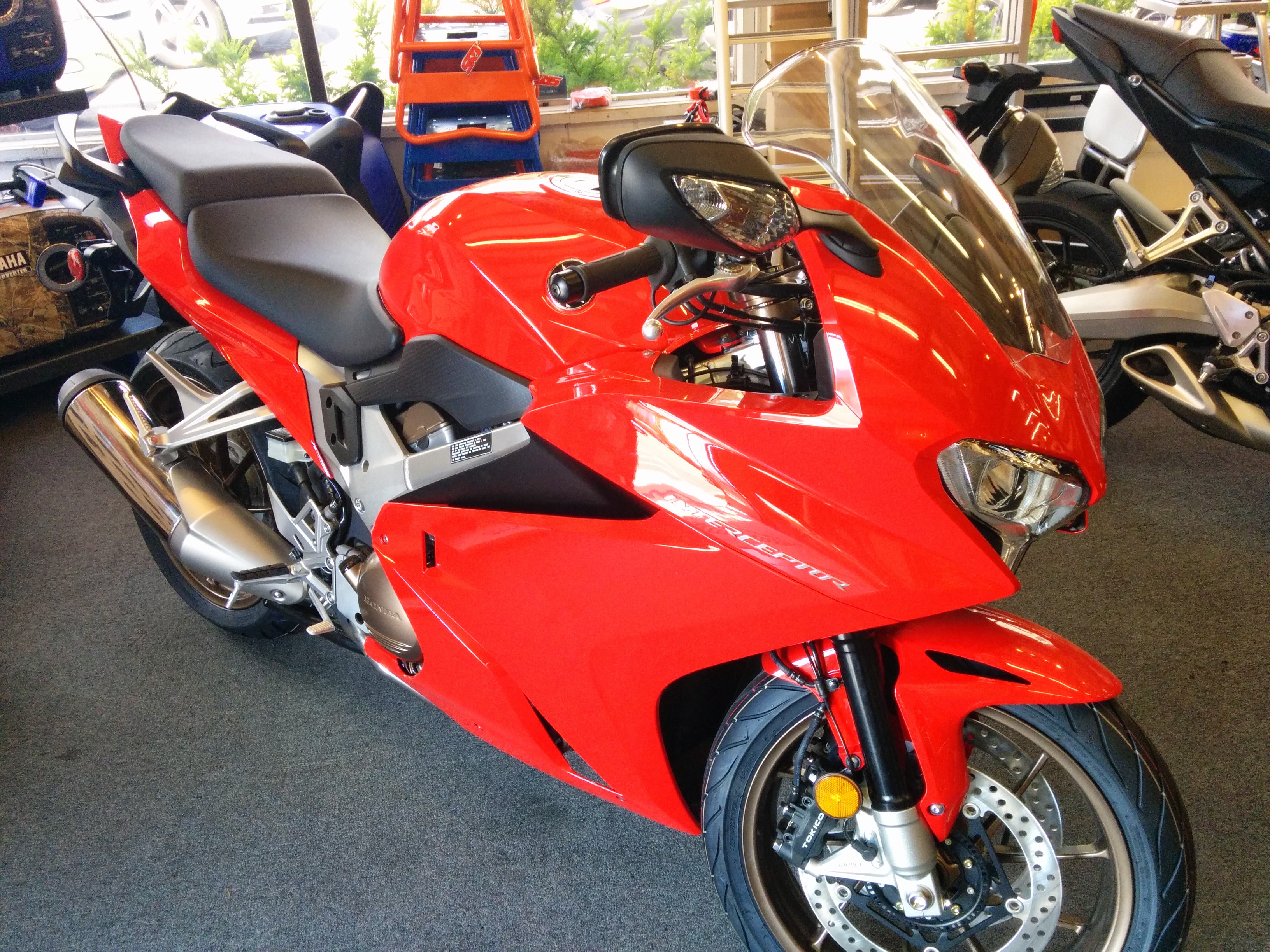
VFR 800 2014

La RC93 ne passant pas l'Euro 5, sa production s'arrête fin 2020.

### Modèles VFR 800 X - Crossrunner RC60 (2011 - 2014)
Nouveau modèle présenté au Salon de Milan 2010, appelé également « Crossrunner », il s'agit d'un roadster au look de trail.
Contrairement à la majorité des trails routiers qui sont motorisés par des bicylindres, le VFR 800 X est doté d'un 4-cylindres en V à 90° de 782 cm3 (102 ch annoncés). La partie-cycle a de nombreux points communs avec le VFR 800, notamment le cadre type diamant et le monobras très apprécié.
Elle devrait peser 240 kg à sec, avec un réservoir de 21,5 L.

#### Modèles VFR 800 X - Crossrunner RC80/RC94 (RC80: 2014 - 2016, RC94: 2017 - présent)
Arrivé en décembre 2014 du nouveau Crossrunner, retouche esthétique et suspension à grand débattement contrairement au modèle précédent qui avait la même partie-cycle que le RC46 II.
Le moteur est quasiment le même que celui du RC79 et il reprend les équipements de la RC79, sauf le TCS qui lui est programmable sur trois niveaux (uniquement on/off sur la RC79).
Elle dispose d'un éclairage full LED comme la RC79.
Quelques évolutions sur la RC94 : bulle réglable, norme Euro 4 avec un nouvel échappement double sortie et prise allume-cigare de série.

## Modèle VFR 1200 (2010 - 2017)

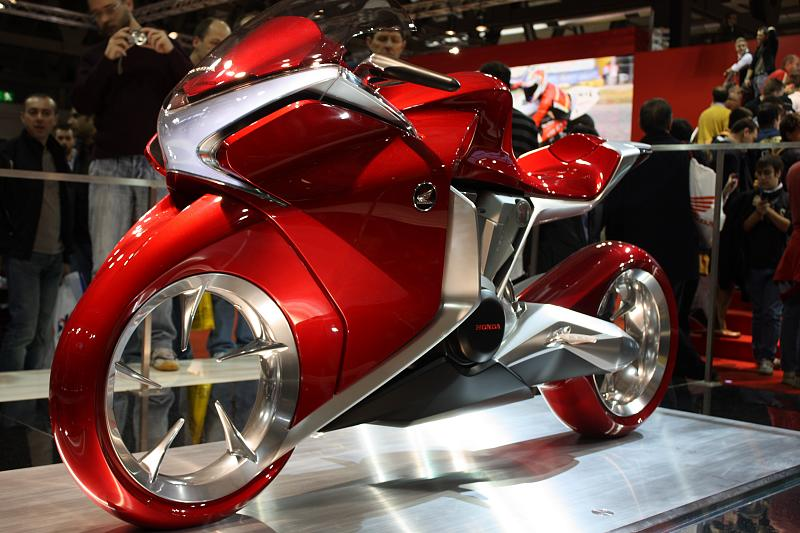
Concept V4 au salon Intermot 2008

Le 24 juin 2009, le magazine anglais Motorcycle News (en) (MCN) diffuse des photos non officielles prises dans le désert californien d'un nouveau modèle de la gamme Honda VFR : c'est la VFR 1200 F. Les scoops de ce magazine, qui avait déjà annoncé une VFR 1000 V5 en août 2008, sont à prendre avec précautions. Mais progressivement d'autres indices confirment la véracité de ces informations :
- la date : la VFR a évolué en 1998 (apparition de la Fi), en 2002 (sortie de la V-Tec) puis en 2006 (refonte du V-Tec). À ce rythme, le modèle doit évoluer en 2010 ;
- le design : les photos reprennent des traits esthétiques découverts en octobre 2008 sur le concept V4 au salon Intermot de Cologne[9]. En particulier l'optique avant en forme de « X » ;
- l'activité sur le segment sport-tourisme : BMW, très présent sur ce segment, a lancé la F 800 ST en 2007 et la K 1300 S en 2009 ;
- un dossier de presse de Honda concernant une boîte automatique qui indique que la nouvelle VFR sera disponible en Europe et aux États-Unis en 2010 et plus tard au Japon ;
- d'autres photos non officielles : des clichés statiques le 25 juin 2009 sur le site internet Hell For Leather[10] et des vues d'une moto toute équipée dans les Alpes le 19 septembre 2009 sur le forum italien motoblog.it[11].

Honda lance sa communication officielle le 8 octobre 2009 sur le site internet www.newvfr.com. La moto est présentée à la presse lors du Salon de Tokyo le 24 octobre 2009. L'entreprise y confirme de nombreuses évolutions technologique. En effet, la VFR a toujours été une vitrine technologique des compétences de Honda ; elle[Laquelle ?] a été la première Honda à recevoir le système V-Tec, le freinage combiné, l'injection Fi, le monobras, etc.

### Moteur

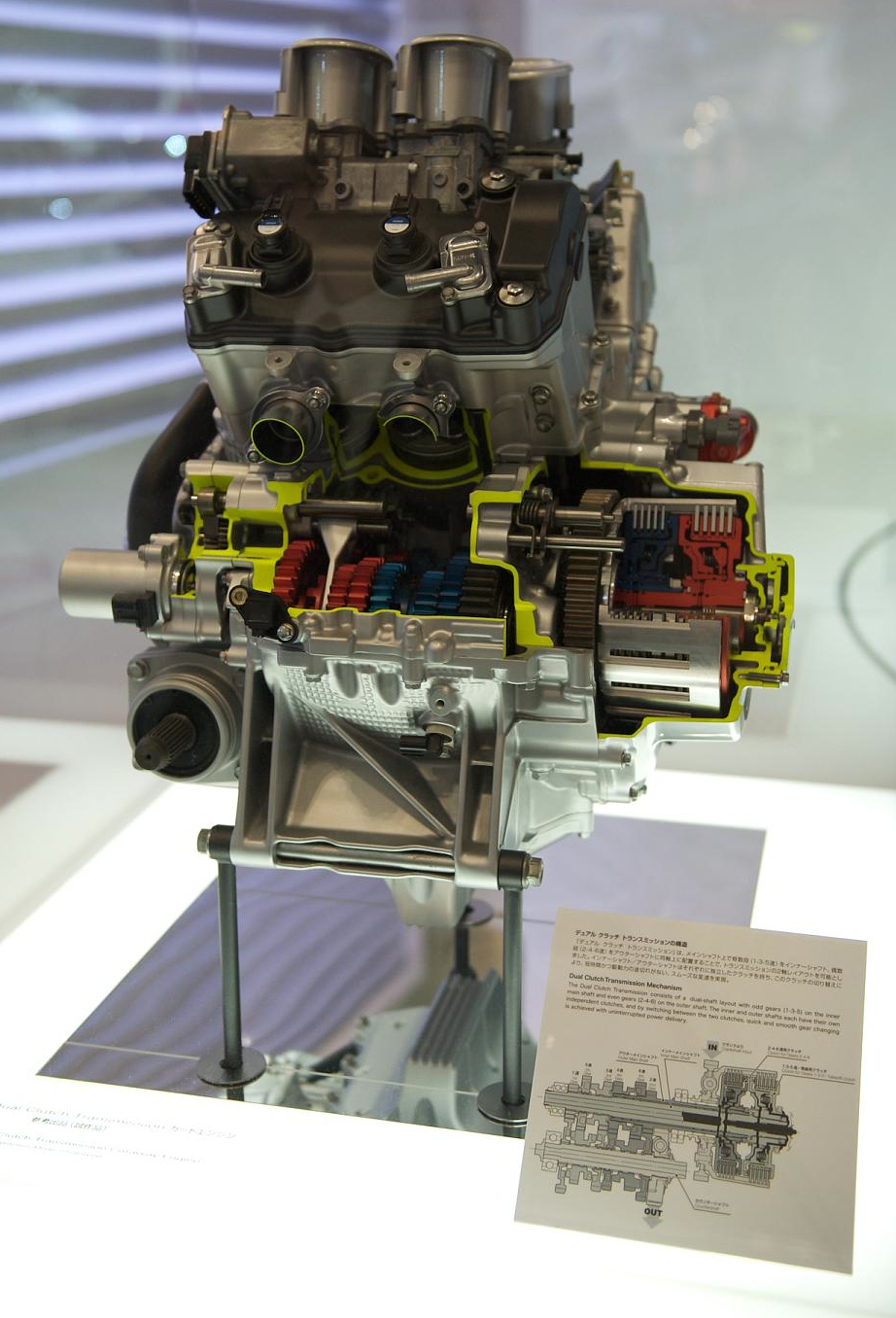
Moteur à double embrayage et boîte robotisée de la VFR 1200 F

L'architecture V4 dans l'axe de la route est conservée. Par contre la technologie V-Tec, qui avait été mal accueillie à sa sortie sur les premiers modèles RC46II en raison d'une gestion un peu brusque du passage de deux à quatre soupapes par cylindre, est abandonnée.
Le nouveau moteur reprend le système de distribution à simple arbre à cames nommé Unicam et déjà éprouvé sur les machines de cross de la marque. Ce système compact permet de diminuer la taille du moteur et de le placer plus en avant du cadre tout en abaissant le centre de gravité de la moto.
Un calage à 28° des manetons du vilebrequin (nommé Phase-Shift Crankshaft) et un ordre d'allumage des cylindres spécifique ont permis de réduire les vibrations. Les ingénieurs évitent ainsi l'emploi d'un balancier d'équilibrage qui permet un gain de puissance et limitent le poids du moteur.
La puissance se situe à près de 173 ch à 10 000 tr/min en version libre (soit 113 ch à 9 500 tr/min en sortie de vilebrequin sur les modèles français). Le couple de 129 N m à 8 750 tr/min, dont 90 % disponible dès 4 000 tr/min, sera bridé à 115 N m à 4 000 tr/min en France.
Le constructeur indique une consommation standard de 6,45 L/100 km soit une autonomie de 285 km avec le plein de 18,5 L (capacité du réservoir réduite de 3,5 L par rapport à une VFR 800 V-Tec).
La commande d'accélérateur est électrique (TBW : Throttle By Wire). À la sortie de l'échappement, une valve se ferme à bas régime pour réduire le bruit.
En 2012, Honda modifie la cartographie et les profils d'admission pour gagner en souplesse et en couple à bas régime, revoit les paramètres de changement de rapport de la version DCT pour améliorer son agrément (surtout en version bridée pour la France). La selle est modifiée pour la rendre moins glissante que sur la version précédente et un antipatinage déconnectable fait son apparition.
Honda réutilise également en 2012 le moteur et la partie-cycle pour construire le Crosstourer (VFR 1200 X) (en), un maxi-trail routier.

### Transmission

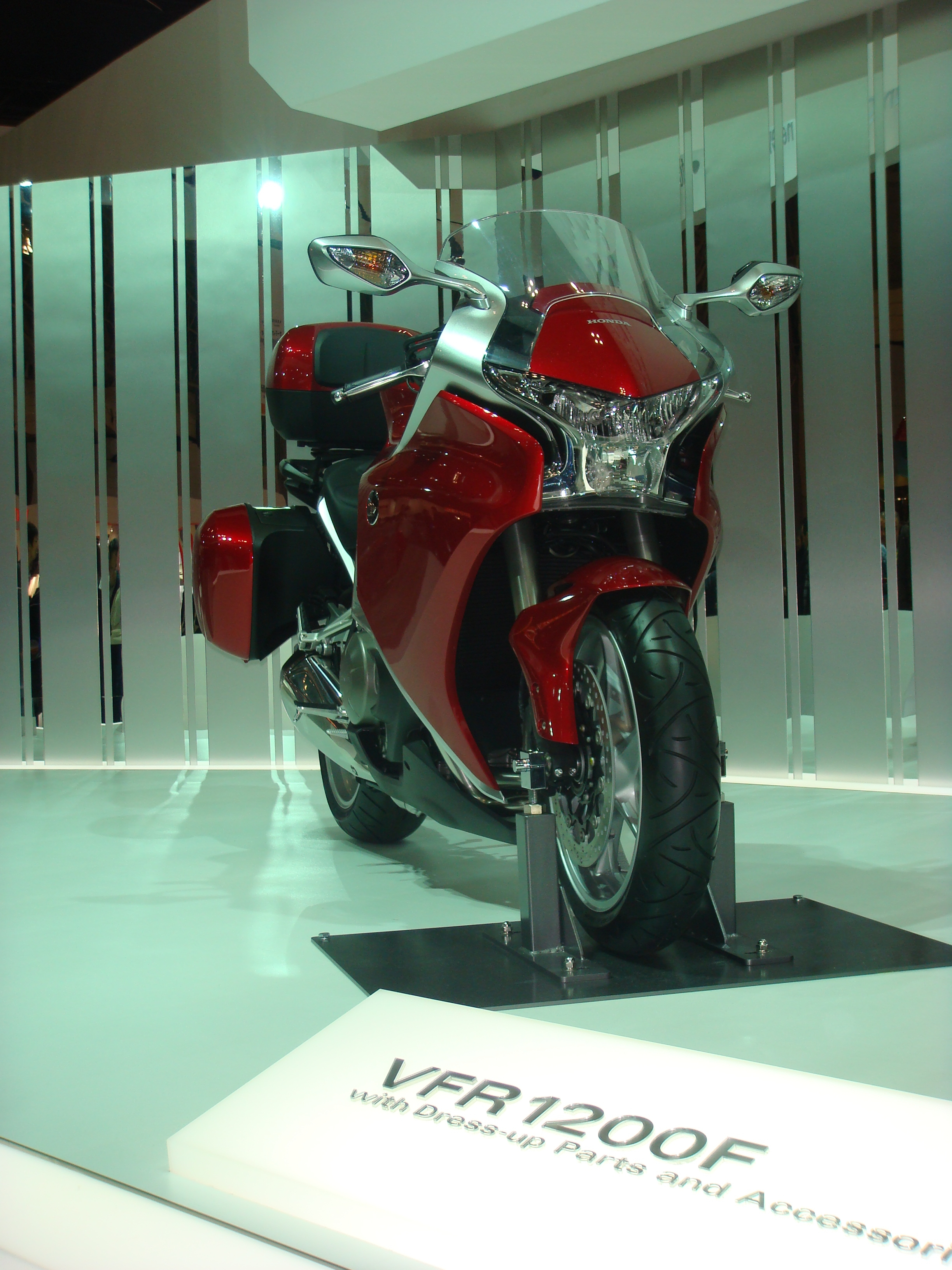
VFR 1200 F

Les premières VFR F vendues, à partir de janvier 2010, disposent d'une boîte manuelle. L'embrayage est à glissement limité, comme celui de la CBR 1000 RR (Fireblade) (en), ce qui élimine les risques de blocage de la roue arrière à la descente des rapports.
À partir du second trimestre 2010, la transmission automatique présentée par Honda dans un dossier de presse du 9 septembre 2009 serait disponible.
Cette transmission automatique n'utilise pas un variateur de vitesse comme ceux des scooters. Fort de l'expérience acquise avec la boîte automatique HFT présente sur le DN01, Honda propose ici une nouvelle boîte robotisée à double embrayage appelée DCT (pour Dual Clutch Transmission). Cette boîte reprend un concept déjà employé en automobile, notamment par les groupes Volkswagen (DSG) et Porsche (boîte PDK). Contrairement aux boîtes installées sur les scooters, ce dispositif présente le gros avantage de disposer d'un frein moteur (également présent avec la boîte HFT du DN01).
La boîte est couplée à une transmission secondaire par arbre communément appelée cardan.
Elle dispose de deux modes automatiques (le mode « D » pour une utilisation classique et le mode « S » plus sportif) et d'un mode séquentiel avec lequel le pilote peut passer manuellement les six vitesses. Un bouton à main droite, marqué « AT/MT » (pour Automatic Transmission / Manual Transmission) permet de passer de l'un à l'autre. Le levier d'embrayage et le sélecteur au pied disparaissent, remplacés par deux boutons au guidon gauche pour monter et descendre les rapports. L'utilisation de ces boutons déclenche automatiquement le passage en mode séquentiel.
Le choix d'une boîte automatique peut surprendre sur une moto à vocation sportive mais il faut retenir que :
- dans le cas présent, la sélection manuelle des rapports est toujours possible ;
- le shifter, dispositif développé en compétition pour passer les vitesses sans débrayer, se répand sur les motos hyper-sportives (de série sur la BMW HP2, en option constructeur sur la BMW S 1000 RR ou grâce à des kits de transformation Dynojet, Translogic, HM, etc.). Une vidéo[15] présente cette nouvelle transmission comparée à la boîte manuelle. Chacun jugera de l'apport de la boîte automatique au monde motocycliste, mais cette vidéo montre clairement le confort supérieur obtenu avec une telle boîte. En particulier, le phénomène de transfert des masses disparaît presque totalement lors de l'embrayage/débrayage au passage des vitesses.

En accélération raisonnable, la logique de passage des vitesses privilégie une montée rapide des rapports : le rapport supérieur est passé dès que le régime moteur atteint 3 000 tr/min. C'est un régime faible qui correspond plus à une utilisation routière que sportive du moteur. La présence du cardan et les communications de Honda positionnent d'ailleurs plus la VFR 1200 sur le marché des routières (comme la BMW R 1200 RT) que sur celui des sportives (telles que l'Aprilia RSV4).

### Partie-cycle
Le système de freinage utilise les meilleurs composants du constructeur : le CBS (freinage combiné arrière/avant) et l'ABS sont présents de série. Le freinage avant fait appel à des étriers 6-pistons.
Le poids tous pleins faits est porté à 267 kg pour la VFR 1200 F à boîte manuelle (18 kg de plus que la VFR 800 V-Tec ABS bien que cette dernière embarque 3,5 L de carburant supplémentaires).
La moto fait 2 250 mm de long, 755 mm de large et 1 220 mm de haut. Des cotes légèrement supérieures à celles de la VFR 800 (13 cm de plus en longueur, 2 cm en largeur et 2,5 cm en hauteur que le précédent modèle).
La VFR F est pré-équipée pour monter des valises optionnelles. Elle peut aussi recevoir un top-case, une sacoche de réservoir, une selle abaissée ou en alcantara, des poignées chauffantes, un déflecteur de bulle et un GPS, ce qui la place plus en concurrente de modèles routiers que de modèles sportifs. Honda a d'ailleurs créé une nouvelle catégorie uniquement pour ce modèle : la VFR 1200 F est une Road Sport et non plus une Sport Touring comme la VFR 800.